# Вардар (1887)
Вижте пояснителната страница за други значения на Вардар.
„Вардар“ с подзаглавие Излиза два пъти в неделята: вторник и четвъртъке български вестник, редактиран от Иван Караджов и излизал в 1887 година в София.

## История
„Вардар“ е предизборен вестник, продължение на вестник „Сокол“, и стои на позициите на Народнолибералната партия – русофобски, против либералите на Васил Радославов, Драган Цанков, Петко Каравелов и консерваторите. Печата се в Българска народна печатница. Запазени са броеве 1 – 3 от 22 септември до 2 октомври 1887 година. Според Ю. Иванов изливат 7 броя. Отговорник на вестника е Иван Караджов, редактор-издател Иван Шандаров, а от брой 3 отговорник е Владимир В. Абаджиев.